# 葉庚年家族
葉庚年家族祖籍浙江寧波鎮海庄市。清末葉雨庵協助族兄葉澄衷在寧波及上海經商及安排兒子葉庚年接受新式教育。葉庚年於1920年代至港讀書，及後創辦新昌營造。

## 家族特色
葉庚年家族中之各種特色：
- 對香港各個界別如建築界、金融界、賽馬界、法律界、政界及社交界都發揮上影響力：
  - 第一代：葉庚年創辦的新昌營造為知名建築商，其子孫均活躍於慈善活動
  - 第二代：葉謀遵曾擔任新昌營造及香港期貨交易所主席，葉謀遵及其子女亦為香港賽馬會會員
  - 第三代：葉維義及葉儀皓為執業律師，葉維義創立惠理基金及為香港政府服務，而葉維義妻梁美蘭亦活躍於社交界

## 興起方法
葉庚年家族中各人之興起歷程：
- 葉庚年的興起歷程：創辦的新昌營造致富
- 葉謀遵的興起歷程：曾擔任新昌營造及香港期貨交易所主席
- 葉維義的興起歷程：創辦惠理基金及於2009年成為香港行政會議成員

## 家族成員
葉庚年家族的家族成員：
- 葉雨庵（1855－1935）
  - 葉庚年（1900－1988）＝曹秀韻[1]
    - 葉謀彰（1920－2004）＝董瑞筠
    - 葉謀範
    - 葉謀廸＝丁玉如
    - 葉謀遵（1931－2016）＝王仁心
      - 葉維義（1959－）＝梁美蘭（1967－）
      - 葉儀皓（1961－）＝馮培邦

    - 葉肖梅＝王嘉榆

## 外部連結
- 新一代「葉氏家族」 （页面存档备份，存于）
- 新昌管理公開發售文件 釋義 葉氏家族

1. ↑  葉庚年訃聞. 華僑日報. 1988-12-07. 第2頁.